# Karl-Hampus Dahlstedt
Karl-Hampus Dahlstedt, född 19 april 1917 i Stockholm, död 23 juni 1996 i Umeå, var en svensk språkvetare.

## Biografi
Karl-Hampus Dahlstedt var den yngste sonen av fem till sanatorieläkaren Helge Dahlstedt, och dennes hustru med. kand. Eva Dahlstedt, född grevinna Mörner. Dahlstedt föddes i Stockholm, men vid tiden var familjen på väg att flytta till Norrland; efter några år i Norrbotten fick fadern en tjänst som överläkare vid Österåsens sanatorium i Ådalen. Familjen hade även ett sommarställe vid Stalonsjön i Vihelmina där fadern hade vuxit upp som son till kyrkoherden Lars Dahlstedt, så Karl-Hampus Dahlstedt fick under sin uppväxt höra både ångermanländska från Ådalen, och vilhelminamål, en sydlappländsk dialekt.
Efter studentexamen 1935 tillbringade han sommaren i Frankrike och kom att läsa vid Sorbonne. Franskan kom att bli hans andraspråk, och han studerade sedan även romanska språk i Uppsala och rumänska för Alf Lombard. Trots sitt intresse för romanska språk disputerade han i nordiska språk 1950 vid Uppsala universitet med en avhandling om just vilhelminamålet. Vid tiden var man på kontinenten intresserad av s.k. kolonisationsdialekter eller nybyggarmål, vilket ledde till att D.O. Zetterholm uppmuntrade Dahlstedt och Sigvard Wallström att skriva sina avhandlingar om just nybyggarmål i norra Sverige.
Dahlstedt var först verksam som docent vid institutionen för nordiska språk vid Uppsala universitet, men 1967–1969 som professor i allmän språkvetenskap vid Stockholms universitet. Som en av initiativtagarna och entusiasterna till grundandet av Umeå universitet blev han 1969–1982 professor i allmän språkvetenskap vid detta lärosäte. Bland många hedersbetygelser mottog han 1972 Erik Wellanders språkvårdspris.
Ett personarkiv efter Karl-Hampus Dahlstedt finns vid Arkiv och specialsamlingar vid Umeå universitetsbibliotek.